# Ettore Tito
Ettore Tito (Castellammare di Stabia, 17 de desembre de 1859 - Venècia, 26 de juny  de 1941) va ser un artista italià conegut per les seves pintures sobre la vida contemporània i els paisatges de Venècia, ciutat on havia passat gran part de la seva vida, i la regió circumdant. Va estudiar a l'Acadèmia de Belles Arts de Venècia, on va ser acceptat als 12 anys. A l'Acadèmia va estudiar principalment amb Pompeo Marino Molmenti i es va graduar als 17 anys. Des de 1894 a 1927 va ser professor de pintura a la mateixa institució. Tito va realitzar múltiples exposicions i va ser guardonat amb el Gran Premi en pintura de l'Exposició Universal de San Francisco el 1915. El 1926 va passar a ser membre de la Accademia d'Italia.
Nombroses pintures de Tito es mantenen en col·leccions privades, entre les quals la més notable és la col·lecció Antonveneta. Aquelles permanentment exposades en museus inclouen:
- La pescheria vecchia a Venezia, (1887), Galleria nazionale d'arte moderna e contemporanea, Roma
- Breezy Day in Venice, (1891), Museum of Fine Arts, Boston
- Autunno, (1897), Ca' Pesaro, Galleria internazionale d'arte moderna, Venezia
- Sulla laguna, (1897), Ca' Pesaro, Galleria internazionale d'arte moderna, Venezia
- Chioggia (1898), Museo d'Orsay, Parigi
- L'onda, (1902), Museo de Arte Italiano, Lima
- La nascita di Venere, (1903), Ca' Pesaro, Galleria internazionale d'arte moderna, Venezia
- Dopo la pioggia a Chioggia, (1905), Galleria d'arte moderna Ricci Oddi, Piacenza
- L'amazzone, (1906), Raccolte Frugone, Museo Villa Grimaldi Fassio, Genova
- Baccanale, (1906), Galleria d'Arte Moderna, Milano
- Pagine d'amore, (1907), Raccolte Frugone, Museo Villa Grimaldi Fassio, Genova
- Amore e le Parche, (1909), Galleria d'Arte Moderna, Palermo
- Il bagno, (1909), Museu d'Orsay, Parigi
- Le dune, (1909), Galleria d'arte moderna, Firenze
- La gomena, (1909), Galleria nazionale d'arte moderna e contemporanea, Roma
- Laguna (1910), Raccolte Frugone, Museo Villa Grimaldi Fassio, Genova
- Oxen Plowing, (1911), Brooklyn Museum, New York
- Le ninfe, (1911), Galleria d'arte moderna Ricci Oddi, Piacenza
- Autunno, (1914), Galleria nazionale d'arte moderna e contemporanea, Roma
- Autoritratto, (1919), Galleria degli Uffizi, Firenze
- L'aria e l'acqua, (1922), Art Gallery of New South Wales, Sydney
- Ritratto della Marchesa Malacrida (1926) Ca' Pesaro, Galleria internazionale d'arte moderna, Venezia